# سد موکوکولو
سد موکوکولو (به لاتین: Moukoukoulou Dam) یک سد در جمهوری کنگو است.